# Laura L. Whitlock

Laura L. Whitlock.

Laura L. Whitlock (* 1862 in Iowa; † 1934 in Inglewood) war eine US-amerikanische Kartographin und Unternehmerin. Sie war die erste Frau, die Karten für den Massenmarkt herstellte. Ein von ihr angestrengter Urheberrechtsstreit um eine Karte von Los Angeles ist der Präzedenzfall für das Copyright an Karten in den Vereinigten Staaten.

## Leben
Laura L. Whitlock war ausgebildete Musiklehrerin. 1895 zog sie gemeinsam mit ihrer Mutter nach Los Angeles. War sie hier zunächst weiter als Musiklehrerin tätig und arbeitete sie nebenher in einem Blumenladen, bot sie bald über Zeitungsinserate begleitete Touren an. 1903 eröffnete sie ein Reisebüro in Downtown Los Angeles. Auch für dieses warb sie in Zeitungen.
1910 veröffentlichte sie erstmals The Official Transportation and City Map, eine detaillierte Karte des damaligen Los Angeles, einschließlich der Darstellung des öffentlichen Verkehrsnetzes. Bis 1919 
erreichte die Karte die sechste Auflage. Die Karte war derartig erfolgreich, dass sie kopiert und 20.000 Exemplare der Kopien durch die Los Angeles Map and Address Company verkauft wurden. Hiergegen reichte sie Zivilklage beim Bundesgericht in Los Angeles ein. Es war das erste Gerichtsverfahren um das geistige Eigentum an Landkarten. Nach dreijährigem Gerichtsprozess obsiegte sie und bekam $20.000 zugesprochen.